# Гомелло, Иннокентий Иннокентьевич
Иннокентий Иннокентьевич Гомелло (19 сентября [2 октября] 1903, Гдов, Санкт-Петербургская губерния — 1978) — советский режиссёр, сценарист и театральный актёр.

## Биография
Родился 19 сентября 1903 года в Гдове. В конце 1910-х годов поступил в Петроградский Институт сценических искусств, который окончил в середине 1920-х годов. В 1920-е — 1930-е годы играл в театрах Ленинграда и Ростова-на-Дону. В 1925—1926 и 1939—1940 годы служил в РККА; участник советско-финляндской войны. В 1940 году принят в состав киностудии Ленфильм в качестве редактора.
В 1941 году был мобилизован в армию в связи с началом ВОВ и направлен в 16-ю танковую бригаду, прошёл всю войну в качестве командира танкового взвода, парторга, заместителя командира батальона. Демобилизован в 1946 году.
Вернулся на киностудию Ленфильм на должность редактора, с 1951 года работал заместителем главного редактора и старшим редактором вплоть до смерти.
Скончался в 1978 году.

## Фильмография

### Сценарист
- 1925 — Убийство селькора
- 1954 — Кортик (оригинальный текст — Анатолий Рыбаков)

## Награды
- два орден Красной Звезды (27.1.1944[3], 7.8.1944[2]);
- орден Отечественной войны I степени (30.8.1945)[4];
- медали, в том числе:
  - «За оборону Ленинграда»;
  - «За победу над Германией».